# Bleckan, Söderören
Bleckan, Söderören este o arie protejată (arie de protecție specială avifaunistică — SPA) din Suedia întinsă pe o suprafață de 112,5 ha, integral pe uscat.

## Localizare
Centrul sitului Bleckan, Söderören este situat la coordonatele 60°32′47″N 18°03′09″E / 60.5464°N 18.0526°E.

## Înființare
Situl Bleckan, Söderören a fost declarat arie de protecție specială avifaunistică în martie 1996 pentru a proteja 2 specii de animale.

## Biodiversitate
Situată în ecoregiunile boreală și marină baltică, aria protejată nu include niciun habitat protejat.
La baza desemnării sitului se află mai multe specii protejate de  păsări (2): chiră de baltă (Sterna hirundo), Sterna paradisaea.